# 卡洛斯·耶拉斯·雷斯特雷波
卡洛斯·耶拉斯·雷斯特雷波（1908年4月12日—1994年9月27日），是哥伦比亚政治人物，曾于1966年至1970年担任哥伦比亚总统。
| 前任： 吉列尔莫·莱昂·巴伦西亚 | 哥倫比亞总统 1966年–1970年 | 繼任： 米萨埃尔·帕斯特拉纳·博雷罗 |